# Großer Mechowsee
Der Große Mechowsee in Mecklenburg-Vorpommern liegt im Landkreis Mecklenburgische Seenplatte im Osten Mecklenburgs im Naturpark Feldberger Seenlandschaft und der gleichnamigen Gemeinde südöstlich von deren Hauptort Feldberg. Der See ist ungefähr 900 Meter lang und über 500 Meter breit. Das Ostufer gehört zum Land Brandenburg. Der See liegt im Verlauf des nach ihm benannten Mechowbachs, der aus dem Krüselinsee kommt und in den Großen Küstrinsee mündet, durch den das Lychener Gewässer fließt, ein linker Nebenfluss der Havel. Der Große Mechowsee verfügt über zwei markante Buchten im Süden. Das Seeufer ist recht hügelig und fast durchgängig bewaldet.
Der Große Mechowsee gehört zum Naturschutzgebiet Krüselinsee und Mechowseen.